# Neodactria
Neodactria é um gênero de mariposa pertencente à família Crambidae.